# Новоерохино
Новоерохино — деревня в муниципальном округе Егорьевск Московской области России. Рядом, через дорогу, идущую в Радовицы, расположена деревня Староерохино.

## География
Деревня Новоерохино расположена в восточной части муниципального округа Егорьевск, примерно в 24 километрах к юго-востоку от города Егорьевска. В километре к западу от деревни протекает река Белавинка. Высота над уровнем моря 120 метров.

## История
По сведениям переписи 1678 года, деревня Ерохино стала принадлежать двум владельцам. Одна часть владения была у стольника Назария Михайловича Засецкого, у него было 2 крестьянских двора и 17 душ, а вторая была «за девицею Катериною Ивановою дочерью Андреева сына Вельяминова Большого», за ней числилось 8 крестьянских дворов и 31 душа. С этого периода и стала деревня делиться на две части — Старое и Новое Ерохино, расположенное в полукилометре к северу от Староерохино. 
Постепенно после этого деревни стали обозначаться в документах как Староерохино и Новоерохино. В письменных источниках ещё упоминается как Ново-Ерохино, Новое Ерохино, Ерохино новое.
Во время Генерального межевания земель в 1770 году село Спасское с деревнями Малой Ильинкой, Ерохино, Бутырево (Батырево), Маркино, Крехтино было по-прежнему во владении вдовы прапорщицы Аграфены Фёдоровны Савёловой и её сына секунд-майора Петра Петровича Савёлова, за обоими числилось 776 душ и 3815 десятин земли.
Согласно Переписи дворян Егорьевской округи 1803 года (ГАРО, ф. 98, оп. 18, д. 17) князь Пётр Николаевич Кропоткин «имел наследное недвижимое имущество в сельце Починки, сельце Ерохине и Большой Ильинке — 54 души».
В списках населённых мест Егорьевского уезда от 1859 года Новое Ерохино записана как владельческая деревня. Местоположение показано как «при колодце» и «по правую сторону Касимовского тракта от г. Егорьевска». Тогда там числилось 21 дворов, и проживало мужчин — 78, женщин — 98. Центр уезда находился в 26 километрах.
На момент отмены крепостного права деревня принадлежала помещику Вырубову. После 1861 года деревня вошла в состав Починковской волости Егорьевского уезда. Приход находился в селе Починки.
В 1926 году деревня входила в Ерохинский сельсовет Починковской волости Егорьевского уезда.
В годы Великой Отечественной войны на фронтах погибло и пропало без вести 42 воина из жителей обеих деревень Староерохино и Новоерохино.
До 1994 года Новоерохино входило в состав Полбинского сельсовета Егорьевского района, в 1994—2004 годы — Полбинского сельского округа, а в 2004—2006 годы — Подрядниковского сельского округа.
До 2015 года входила в состав сельского поселения Юрцовское.
В 2015 году вошла в состав городского округа Егорьевск, образованного в том же году путем упразднения Егорьевского района и объединения всех его поселений в единый городской округ.
С 1 января 2025 года городской округ Егорьевск преобразован в муниципальный округ Егорьевск.

## Экономика и транспорт
Согласно журналу «Экономический обзор Рязанской губернии» 1910 года №1 деревнях Старо-Ерохиной, Ново-Брохиной и Починках занимались кузнечным ремеслом и производством телег и саней .
Согласно Перечню колхозов Егорьевского района на 31 декабря 1949 года в Новоерохино функционировал колхоз «Красный путь».
Имеется автобусное сообщение с городом Егорьевск и селом Радовицы. Также можно доехать до Москвы на автобусе Радовицы-Москва.
Пожарная часть №284, в район выезда которой относится Новоерохино, находится в Полбино.

## Демография
В 1859 году владельческая деревня Новое Ерохино Егорьевского уезда Рязанской губернии (2-й стан, Починковская волость) 21 двор (78 мужчин, 98 женщин).
В 1868 году деревня при колодцах, 20 дворов, 180 жителей (83 мужчины, 97 женщин).
В 1885 году в деревне проживало 259 человек.
В 1905 году 52 двора, 325 человек (159 мужчин, 166 женщин).
По переписи 1926 года ― 60 крестьянских хозяйств, 303 человека (139 мужчин, 164 женщины). Школа I ступени. Артель тепловая.
По переписи 2002 года — 11 человек (4 мужчины, 7 женщин). 
По переписи 2010 года — 15 человек.
По переписи 2020 года — 30 человек.
| 1859 | 1868 | 1885 | 1905 | 1926 | 2002 | 2006 |
| ---- | ---- | ---- | ---- | ---- | ---- | ---- |
| 176  | ↗180 | ↗259 | ↗325 | ↘303 | ↘11  | ↘10  |
| 2010 | 2020 |      |      |      |      |      |
| ↗15  | ↗30  |      |      |      |      |      |

## Происшествия
30 июля 2023 года в одном из домов произошёл пожар.